# Jean-Pierre Castaldi
Jean-Pierre Castaldi, född 1 oktober 1944 i Grenoble, Auvergne-Rhône-Alpes, är en fransk skådespelare.

## Roller i urval
- 1971 – Huset på andra sidan
- 1973 – Möte på tåg
- 1975 – French Connection II
- 1979 – Moonraker
- 1984 – Le Jumeau
- 1987 – Helsinki Napoli All Night Long
- 1988 – Quelques jours avec moi
- 1989 – Jorden runt på 80 dagar (TV-serie)
- 1990 – Muta och kör 2
- 1999 – Asterix och Obelix möter Caesar
- 2000–2002 – Fort Boyard (TV-serie) - programledare
- 2002 – Extreme Ops
- 2008 – Asterix på olympiaden